# Diplotropis duckei
Diplotropis duckei là một loài thực vật có hoa trong họ Đậu. Loài này được Yakovlev miêu tả khoa học đầu tiên.